# 10972 Merbold
10972 Merbold è un asteroide della fascia principale. Scoperto nel 1973, presenta un'orbita caratterizzata da un semiasse maggiore pari a 2,4495831 UA e da un'eccentricità di 0,0941749, inclinata di 2,32133° rispetto all'eclittica.